# Yamamoto Issei

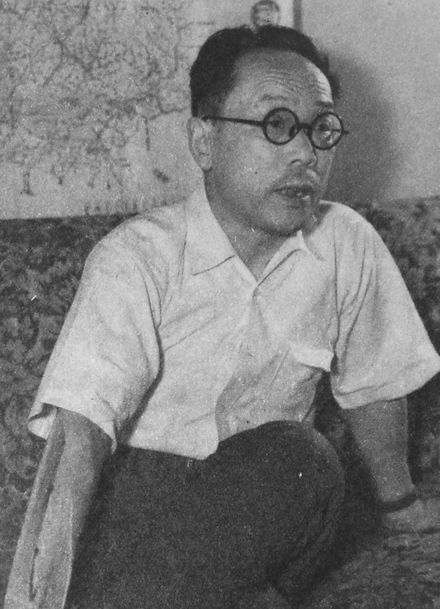
Yamamoto Issei

Yamamoto Issei (jap. 山本 一清; * 27. Mai 1889 in der Präfektur Shiga; † 16. Januar 1959 in Kusatsu, Präfektur Shiga) war ein japanischer Astronom.
Er war Professor für Astronomie an der Universität Kyōto. Im Jahre 1920 wurde er der erste Präsident der von ihm initiierten Astronomischen Gesellschaft (天文同好会, Tenmon Dōkōkai), welche 1932 in Oriental Astronomical Association (東亜天文学会, Tōa tenmon kyōkai) umbenannt wurde. Er war Direktor des Kwasan Observatory in Kyōto.
Der Krater Yamamoto auf dem Mond und der Asteroid (2249) Yamamoto wurde zu seinen Ehren benannt.